# Radball-Weltcup 2004
Der Radball-Weltcup 2004 war die 3. Austragung des von der UCI veranstalteten Radball-Weltcups. Die Turnier-Serie begann am 7. Mai 2004 und endete am 12. März 2005 anlässlich des Weltcup-Finales in Baesweiler. Insgesamt haben 36 Teams teilgenommen, jedoch spielten nur 13 davon an mindestens 3 Turnieren und hatten somit die Möglichkeit den Final zu erreichen. 
Weltcup-Gewinner war der RSV Sangerhausen aus Deutschland.

## Turnier-Übersicht
| Datum              | Austragungsort | Gewinner       | Zweiter         | Dritter         |
| ------------------ | -------------- | -------------- | --------------- | --------------- |
| 7. Mai 2004        | Brünn          | RV Winterthur  | Favorit Brünn 1 | RSV Krofdorf    |
| 15. Mai 2004       | Gärtringen     | SNA Gent 1     | RV Hohenems     | TSV Edersleben  |
| 28. August 2004    | Mosnang        | CK Svitavka    | RMV Mosnang 1   | RC Höchst 1     |
| 25. September 2004 | Oftringen      | RV Winterthur  | Favorit Brünn 2 | Favorit Brünn 1 |
| 9. Oktober 2004    | Osaka          | CK Svitavka    | RV Ailingen     | Cherubim Tokyo  |
| 9. Oktober 2004    | St. Gallen     | TSV Edersleben | Favorit Brünn 2 | RV Winterthur   |
| 27. November 2004  | Mücheln        | TSV Edersleben | RC Höchst 2     | SV Ehrenberg    |
| 11. Dezember 2004  | Höchst         | RC Höchst 2    | RV Winterthur   | Favorit Brünn 1 |

## Punktestand
Für jedes Weltcupturnier werden Weltcuppunkte vergeben. Nach allen acht Turnieren werden die Punkte für jedes Team addiert, die sieben Teams mit den meisten Punkten gelangen in den A-Final und die Teams auf Rang 8 bis 10 gelangen in den B-Final. Ebenfalls im Final spielt ein Team aus Asien und das Heimteam (Wildcard) des Veranstalters.
| Rang   | 1  | 2  | 3  | 4  | 5  | 6  | 7  | 8  | 9  | 10 |
| Punkte | 50 | 45 | 40 | 35 | 30 | 25 | 20 | 18 | 16 | 14 |

Der Punktestand entscheidet nur darüber, welche Teams in den A-Final bzw. in den B-Final gelangen. Im Finale haben jedoch alle Teams im A-Final wieder die gleichen Chancen zu Gewinnen.
In dieser Tabelle sind nur die Teams aufgelistet, bis und mit dem letzten Team, welches mindestens 3 Turniere gespielt hat. Die mit  gelb  hinterlegten Teams sind qualifiziert für den Final.
| Rang | Team            | Spieler            | Spieler             | Punkte | Starts |
| ---- | --------------- | ------------------ | ------------------- | ------ | ------ |
| 01   | RV Winterthur   | Paul Looser        | Peter Jiricek       | 185    | 4      |
| 02   | TSV Edersleben  | Mike Pfaffenberger | Steve Pfaffenberger | 175    | 4      |
| 03   | CK Svitavka     | Radim Hason        | Pavel Loskot        | 160    | 4      |
| 04   | RC Höchst 2     | Simon König        | Dietmar Schneider   | 155    | 4      |
| 05   | Favorit Brünn 1 | Pavel Smid         | Petr Skotak         | 155    | 4      |
| 06   | Favorit Brünn 2 | Jiří Hrdlička      | Miroslav Berger     | 155    | 4      |
| 07   | RMV Mosnang 2   | Daniel Schneider   | Lukas Schönenberger | 118    | 4      |
| 08   | RC Höchst 1     | Andreas Lubetz     | Reinhard Schneider  | 110    | 4      |
| 09   | RSV Krofdorf    | Jens Häuser        | Thomas Abel         | 106    | 4      |
| 10   | SNA Gent 1      | Christoph Baudu    | Rik Deuvaert        | 105    | 3      |
| 11   | RMV Altdorf     | Roger Gisler       | Dominik Planzer     | 78     | 4      |
| 12   | RC Höchst 3     | Matthias Küng      | Martin Maccani      | 77     | 4      |
| 13   | RSG Ginsheim    | Roman Müller       | Marco Rossmann      | 70     | 2      |
| 14   | RV Hohenems     | Christian Kainz    | Jürgen Türtscher    | 63     | 2      |
| 15   | VCFB Feurs      | Michel Maillavin   | Jérémy Reboul       | 62     | 4      |

## Weltcup-Finale
Die 7 ersten Teams wurden mit dem asiatischen Team in 2 Gruppen unterteilt. Innerhalb dieser Gruppe spielte dann Jeder gegen Jeden einmal. Die Gewinner der beiden Gruppen spielten danach gegen den Zweitplatzierten der anderen Gruppe. Die anderen Teams spielten gegen das Team aus der anderen Gruppe auf demselben Rang. Die beiden Verlierer aus den Halbfinalen spielten dann um Rang drei, die beiden Sieger um den Weltcup-Sieg.
Die Teams auf Rang 8 bis 10 spielten zusammen mit dem Wildcard-Team den B-Final. Diese spielten dann in einem einfachen Rundenturnier um den Sieger des B-Finals.

### A-Finale

#### Vorrunde
| Gruppe 1 | Gruppe 1        | Gruppe 1 | Gruppe 1 |
| Rang     | Team            | Tore     | Punkte   |
| -------- | --------------- | -------- | -------- |
| 1        | Favorit Brünn 2 | 20 : 07  | 9        |
| 2        | RV Winterthur   | 23 : 12  | 6        |
| 3        | RC Höchst 2     | 21 : 10  | 3        |
| 4        | Cherubim Tokyo  | 04 : 39  | 0        |

| Gruppe 2 | Gruppe 2         | Gruppe 2 | Gruppe 2 |
| Rang     | Team             | Tore     | Punkte   |
| -------- | ---------------- | -------- | -------- |
| 1        | Favorit Brünn 1  | 21 : 11  | 7        |
| 2        | RSV Sangerhausen | 14 : 11  | 6        |
| 3        | CK Svitavka      | 13 : 12  | 4        |
| 4        | RMV Mosnang 2    | 06 : 20  | 0        |

#### Finalrunde
| 1. Halbfinale          |   |                  |       |
| Favorit Brünn 2        | – | RSV Sangerhausen | 3 : 4 |
| 2. Halbfinale          |   |                  |       |
| Favorit Brünn 1        | – | RV Winterthur    | 5 : 2 |
| Spiel um Platz 7 und 8 |   |                  |       |
| Cherubim Tokyo         | – | RMV Mosnang 2    | 2 : 7 |
| Spiel um Platz 5 und 6 |   |                  |       |
| RC Höchst 2            | – | CK Svitavka      | 3 : 2 |
| Spiel um Platz 3 und 4 |   |                  |       |
| Favorit Brünn 2        | – | RV Winterthur    | 3 : 2 |
| FINALE                 |   |                  |       |
| RSV Sangerhausen       | – | Favorit Brünn 1  | 5 : 2 |

### B-Finale
| Rang | Team                  | Tore    | Punkte |
| ---- | --------------------- | ------- | ------ |
| 1    | RC Höchst 1           | 14 : 06 | 9      |
| 2    | SNA Gent 1            | 11 : 08 | 6      |
| 3    | RSV Krofdorf          | 06 : 10 | 1      |
| 4    | RV 05 Baesweiler (WC) | 08 : 15 | 1      |

### Endstand
| Rang | Team                 | Spieler            | Spieler             |
| ---- | -------------------- | ------------------ | ------------------- |
| 01   | RSV Sangerhausen (a) | Mike Pfaffenberger | Steve Pfaffenberger |
| 02   | Favorit Brünn 1      | Pavel Smid         | Petr Skotak         |
| 03   | Favorit Brünn 2      | Jiří Hrdlička      | Miroslav Berger     |
| 04   | RV Winterthur (b)    | Timo Reichen       | Peter Jiricek       |
| 05   | RC Höchst 2          | Simon König        | Dietmar Schneider   |
| 06   | CK Svitavka          | Radim Hason        | Pavel Loskot        |
| 07   | RMV Mosnang 2        | Daniel Schneider   | Lukas Schönenberger |
| 08   | Cherubim Tokyo       | Katsumi Tsuzuki    | Ko Matsuda          |
| 09   | RC Höchst 1          | Andreas Lubetz     | Reinhard Schneider  |
| 10   | SNA Gent 1           | Christoph Baudu    | Rik Deuvaert        |
| 11   | RSV Krofdorf (c)     | Jens Häuser        | Frank Leicht        |
| 12   | RV 05 Baesweiler     | Walter Beer        | Tim Hammerer        |